# Gerhard Aßmus
Gerhard Aßmus (* 25. September 1928 in Brandis) war ein deutscher Sportschütze im Wurfscheibenschießen mit der Disziplin Trap.

## Leben und Karriere
Gerhard Aßmus belegte bei den Olympischen Spielen 1960 in Rom gemeinsam mir Juan Lira aus Chile Platz 17. Er startete für die gesamtdeutsche Mannschaft (EUA). 
1962 wurde Aßmus Vizeweltmeister bei den Weltmeisterschaften in Kairo und ein Jahr später in Brünn mit der DDR-Mannschaft gemeinsam mit Joachim Marscheider, Karl-Heinz Kramer und Heinz Rehder Vizeeuropameister.
Bei den DDR-Meisterschaften wurde Gerhard Aßmus im Zeitraum von 1957 bis 1965 insgesamt zweimal DDR-Meister, zweimal DDR-Vizemeister und bekam dreimal die Bronzemedaille.